# Fundo das Figueiras

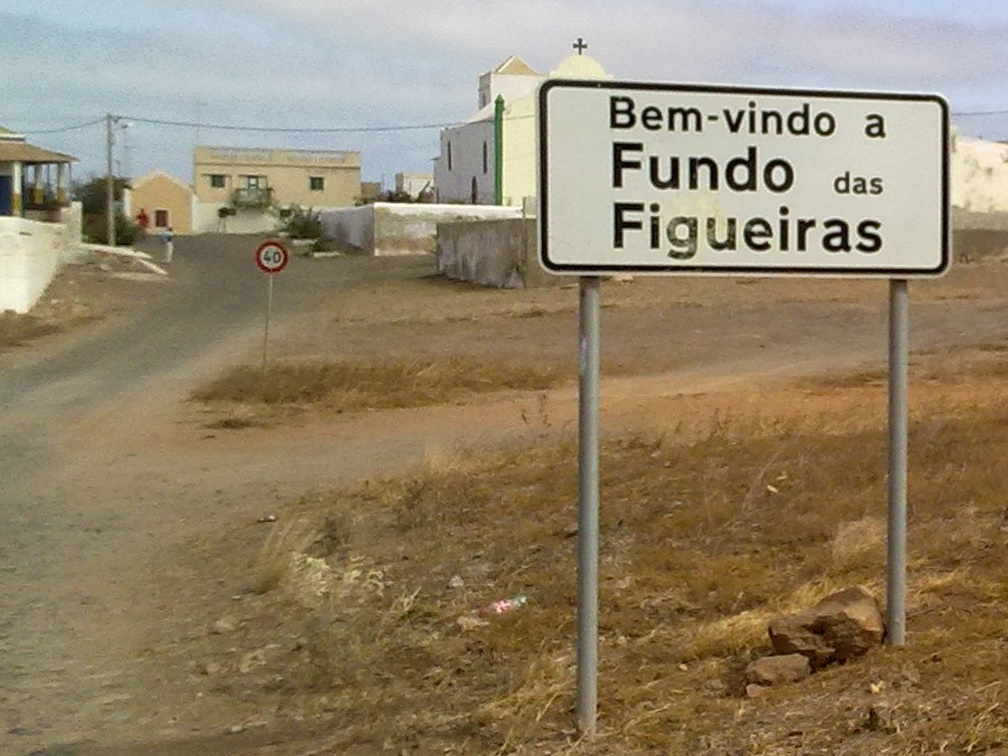
Ortsschild von Fundo das Figueiras

Fundo das Figueiras ist ein Dorf im Osten der Insel Boa Vista im atlantischen Inselstaat Kap Verde. 

## Geographie
Das Dorf liegt ca. 21 km östlich der Inselhauptstadt Sal Rei. Der Ort ist der Sitz des Parish São João Baptista. 2 km südlich des Dorfes liegt Cabeça dos Tarrafes und 8 km südöstlich Ponta Meringuel, dem östlichsten Punkt in Kap Verde.
Im Ort gibt es eine Kirche des Heiligen Johannes des Täufers (São João Baptista). Seit 2008 ist eine Nichtregierungsorganisation aktiv an der Bucht Porto Ferreira östlich von Fundo das Figueiras. Sie sorgt für den Schutz von Schildkröteneiern am Strand.